# Pachystachys lutea
Pachystachys lutea (comumente chamada "flor camarão amarela") é um arbusto tropical perene nativo da América do Sul. Em geral, esta espécie cresce verticalmente até 1,5 metros e se agrupa em moitas adensadas. 

## Características
Suas hastes são delgadas de coloração verde escura; suas folhas têm formato espatular, bordas onduladas e são arranjadas em oposição. Forma inflorescências que são racemosas, amarelo brilhantes, eretas, acima do seu dossel. Suas flores são brancas e labeladas.
Foi descrita por Christian Gottfried Daniel Nees von Esenbeck (1776-1858). Outro sinônimo para a designação desta planta é: Justicia lutea.

## Habitat
P. lutea tem a capacidade de crescer bem em áreas de sombra ou áreas a pleno sol; assim como também em solos ácidos ou levemente alcalinos, arenosos ou argilosos, embora tenha fraca tolerância a solos salinos; requer solos férteis e bem drenados. Ela pode ser facilmente propagada através de suas estacas flexíveis ou das semi-enrijecidas e inicia sua floração mesmo antes de alcançar 30 cm de estatura.

## Pragas e Doenças
Cochonilhas e ácaros podem vir a serem pragas problemáticas para a flor camarão amarela.